# Thomas Krog
Thomas Krog (født 1971) er en politiker, der repræsenterede SF i regionsrådet i Region Nordjylland fra 2006 til 2010. Fra 2010 har han været medlem af Brønderslev Byråd og formand for kommunens socialudvalg. Krog har i en periode været barselsvikar for Pernille Vigsø Bagge i Folketinget.
Før amterne blev nedlagt sad Thomas Krog 2002-2006 i Nordjyllands Amtsråd, hvor han var medlem af udvalget for teknik og miljø.
I regionsrådet var han medlem af forretningsudvalget, medlem af Forum for Psykiatriplanlægning og af Forum for udvikling af social- og specialskoleområdet.
I 2006 blev Thomas Krog ansat som handicappolitisk medarbejder i Muskelsvindfonden.
Fra 2020 er Thomas Krog blevet forfremmet til politisk chef i Muskelsvindfonden 